# مقاتلات الجيل الثاني
المقاتلات النفاثة من الجيل الثاني هو تصنيف عام للمقاتلات النفاثة التي بدأت الخدمة بين منتصف خمسينات وبداية ستينات القرن العشرون. يتميز هذا الجيل من المقاتلات بقدرات طيران تفوق سرعة الصوت بشكل محدود، حيث ركزت أسلحتها بشكل أساسي على  المدافع، وبعض الدعم الصاروخي المبكر.

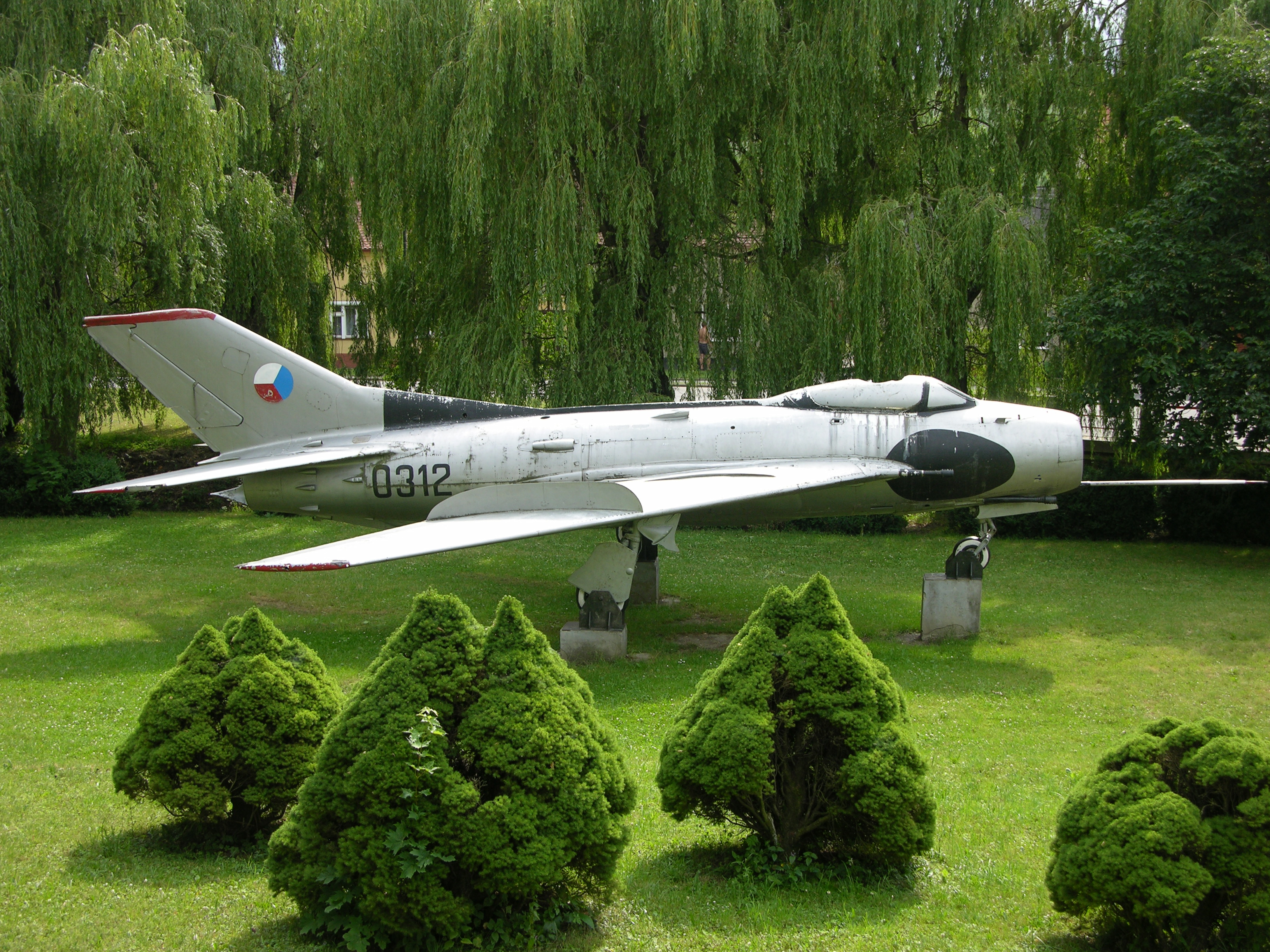
0312_a_MiG-19S_preserved_at_Horni_Nemci_Czech_Republic_(3117339353)

## الأداء في الحروب
أستخدمت مقاتلات الجيل الثاني في حروب عدة، أبرزها:
- حرب فيتنام: حيث استخدمت الولايات المتحدة مقاتلات F-100 Super Sabre من الجيل الثاني، واستخدمت فيتنام المدعومة من الإتحاد السوفيتي مقاتلات Mig-19 السوفيتية من الجيل الثاني.
- حرب 5 يونيو: حيث استخدمت الدول العربية مقاتلات جيل ثاني بكثافة مثل مقاتلات Mig-19 السوفيتية من قبل مصر وسوريا وأيضًا استخدمت مصر مقاتلات Su-57 السوفيتية، كما استخدمت إسرائيل مقاتلات Super Mystère الفرنسية.

## أنظر أيضًا
- مقاتلات الجيل الخامس
- ميغ-١٩
- مقاتلات الجيل الثالث